# Esther Kjerner
Esther Emilia Léontine Kjerner, född den 29 oktober 1873 i Stockholm, död den 3 oktober 1952 i Stockholm, var en svensk målare och grafiker.

## Biografi
Kjerner var elev vid Tekniska skolan och vid Konstakademin 1890–1895 dessutom studerade hon etsning för Axel Tallberg 1895–1896. Hon lämnade Sverige tillsammans med Eva Bagge hösten 1896, de vistades först under vintern i Rom och sökte sig 1897 till Frankrike där de målade en tid vid kusten av Bretagne. Därefter for de till Paris och tecknade  modell på Académie Colarossi.
Sin debut gjorde Kjerner på en utställning 1898 på Svenska konstnärernas förening och hon deltog senare i utställningar med Sveriges allmänna konstförening samt samlingsutställningar i München, Budapest och USA. Tillsammans med Eva Bagge och Anna Nordgren ställde hon ut på en ateljéutställning i Stockholm 1907. 
Hon uppmärksammades dock först omkring 1940 för stilleben och lyriska parklandskap, målade med utpräglad känsla för stoff och valör och influerade av äldre holländskt och franskt måleri. Det var ett mycket konsekvent och vitalt livsverk, som redovisades, när hennes första separatutställning ordnades 1941 i Stenmans konstsalong.
Kjerner är representerad vid Nationalmuseum, Göteborgs konstmuseum, Prins Eugens Waldemarsudde, Örebro läns museum, Norrköpings konstmuseum, Kalmar konstmuseum, Gävle museum och Eskilstuna konstmuseum.
Hon var dotter till överläkaren Karl Kjerner och Emilie Magnell, och syster till konstnären Hildur Kjerner. De är begravda på Solna kyrkogård.